# Kányád
Kányád (románul Ulieș, korábban Caniadu) falu Romániában, Hargita megyében.

## Fekvése, földrajzi környezete
Kányád Udvarhelyszék délnyugati részében található, Székelyudvarhelytől 15 km-re, Székelykeresztúrtól pedig mintegy 25 km-re,  a Hodos-pataka völgyteknőjében „eldugottan” húzódik meg, 550–575 m tengerszint feletti magasságban. Miklósfalvától délnyugati irányban haladva közelíthetjük meg a 137A jelzésű kövezett megyei úton. A legközelebbi községközpontok: Székelyderzs (5 km), Felsőboldogfalva (11 km).
A falu egy kis földteknőben települt, szerkezetét tekintve kis dombvidéki halmazfalu. Nyugaton az Erős-tető (777 m) emelkedik, keleten a Kőhát (796 m), délen a Berecki-tető (659 m) és az Őrhegy (756 m) képez határt Petek felé. A falu belterületét az északra folyó Hodos-pataka szeli át, melynek déli folyása már Hidegség-pataka néven ismeretes (ez pedig Berecki-patak néven a Petektől délnyugatra eső Verőfény-tető (735 m) északi oldalából ered). A Hodos-patakba ömlik jobbról (keletről) a Setét-patak (Setét-árok), Kendereskert-árka, Szentegyház-pataka, balról a Kerekesné-pataka, a Kiscsere-patakával és a Dengő-árkával. A térség éghajlata mérsékelt szárazföldi. Azonban a dombvidékre jellemző éghajlatot némileg befolyásolja a Hargita tömbjének közelsége, különösen a térség északi településein. Az évi középhőmérséklet 7-8 C° körül alakul, az éves csapadékmennyiség általában 550–650 mm között váltakozik. A vörösesbarna erdei talaj a domináns, csekély arányban a podzoltalaj. A falu határában számos védett növény található: nárcisz, pünkösdi rózsa, lila vadliliom.

## Nevének eredete
Nevének eredete Kiss Lajos szerint a személynévként is használt „kánya” madárnévnek a -d kicsinyítő képzős származéka. A román név a magyar név tükörfordítása. (román: uliu = héja)

## Története
1333-ban és 1334-ben Kanad néven említik a pápai tizedjegyzékben – "Stephanus sacerdos de Kanad… "Első okiratos említése az 1332–1337-es pápai tizedjegyzékben történt, írja Jakab Elek és Szadeczky Lajos: Udvarhely vármegye története című könyvében a  Theiner August: Monumenta Vaticana (Tom. I. 1887. 97-132.) alapján: ,,A jegyzékből a falvak csekély volta tűnik ki...A hat évről készült összes Jegyzékben, betűsorban következő községnevek jőnek elő... 14. Kányád.  A XIV-ik század elején tehát  a mai anyaszékben  37 egyházzal bíró község volt...”). 	  
Már ekkor volt tehát temploma a Régi temető nevű helyen, Barát-dűlőben,  mely Jásfalvával közös. Orbán Balázs feljegyezett egy szájhagyományt pálos kolostorról, ám ezt a régészeti feltárások nem igazolták. De a középkori templom alatt egy Árpád-kori templom romjaira leltek.
1642-ben javították a régi templomot, ám a mai templom építésekor lebontották, és köveit felhasználták az új templom építéséhez. Mai református temploma 1791 és 1798 között épült. 1909-ben rossz állaga miatt újjá kellett építeni.
1591-ben ilyen neveket találunk Kányádban: Torno(?)Imre, Nagy Pál, Kovács Bálint.
A Székely oklevéltár IV. kötetének 194. oldalán 1600-ban egy lófőt, Gáspár Deákot és hét szabad székelyt jegyeznek Toró, Nagy, Csokor, Gáspár és Kovács. Sajnos a névsor nem teljes. 1614-ben már 42 főt.
A falunak 1910-ben 443 magyar lakosa volt. A trianoni békeszerződésig Udvarhely vármegye Udvarhelyi járásához tartozott.
1992-ben 336 lakosából 331 magyar és 5 román, társközségeivel együtt 1312 lakosából 1288 magyar, 18 cigány és 6 román volt.

## Híres emberek
- Itt született 1930. augusztus 1-jén Toró Árpád orvos és emlékíró.
- Itt született 1949. április 10-én Nagy Lajos református lelkipásztor és egyházi író.